# Untersbergstraße (métro de Munich)
Untersbergstrasse (en allemand : U-Bahnhof Untersbergstrasse) est une station de la ligne U2, de la ligne U7 et de la ligne U8 du métro de Munich. Elle est située dans le quartier de Giesing, sous la Deisenhofener Straße, secteur d'Obergiesing, dans la ville de Munich en Allemagne.

## Situation sur le réseau

Plan du métro (2020).

## Histoire
La station Untersbergstrasse est mise en service le 18 octobre 1980. Comme la plupart des stations ouvertes dans les années 1980, les parois arrière de la voie sont en panneaux de fibres-ciment vertes. Le sol est tapissé de pierres artificielles, les rangées de colonnes sont revêtues de tuiles vertes et brunes de nuances différentes, avec deux rangées étroites de colonnes au milieu des escaliers. Le plafond est également équipé de lattes en aluminium.

## Services aux voyageurs

### Accès et accueil
Un escalier mécanique avec accès à l'intersection de Deisenhofenerstrasse et d'Untersbergstrasse est accessible via des escaliers mécaniques et un ascenseur.
Depuis le 12 décembre 2011, la ligne U7 sert de renfort et ne fonctionne qu'aux heures de pointe. La ligne 8 est uniquement le samedi.